# Lymantria iris
Lymantria iris este o specie de molii din genul Lymantria, familia Lymantriidae, descrisă de Embrik Strand 1910 Conform Catalogue of Life specia Lymantria iris nu are subspecii cunoscute.